# Estación ferroviaria de Friestas
La Estación Ferroviaria de Friestas es una estación concluida de la Línea del Miño, que servía a la localidad de Friestas, en el municipio de Valença, en Portugal.

## Historia
Este apeadeiro formaba parte del trozo de la Línea de Minho entre Valença y Lapela, que fue abierto a la explotación el día 15 de junio de 1913.
En los horarios de junio de 1913, la estación de Friestas era servida por los trenes entre Porto-São Bento y Lapela.